# История почты и почтовых марок Любека
История почты и почтовых марок Любека включает в себя период почтовой самостоятельности вольного города-республики Любека (ныне земля ФРГ). Собственные почтовые марки выпускались в Любеке в 1859—1867 годах.

## Развитие почты
Вскоре после основания немецкой Ганзейской лиги (1241) были учреждены регулярные почтовые тракты. В Любеке пересылка корреспонденции осуществлялась под руководством торгового совета рынка Сконе (Schonenfahrer), который также назначал руководителя гонцов (почтмейстера) и остальной персонал.
В Любеке работали почтовые отделения нескольких государств. Около 1579 года в Любеке появилась почта Турн-и-Таксис. Она функционировала наряду с ганзейской почтой, что приводило к незначительным конфликтам. В 1683 году к эти почтовым службам добавились почтовые отделения Платена, позднее Ганновера (до 1844 года) и Висмара. Вместе с датской почтой они были объединены в Schütting-post.
Почтовые штемпели Любека известны с 1784 года.
Оккупированный датчанами в 1801 году, уже в 1803 году Любек был занят французами и был включён в состав Французской империи в 1810 году. С 1806 года по 1810 год Любек был административно подчинён герцогству Берг, при этом почтовой службой Берга там вначале использовался почтовый штемпель с аббревиатурой «BGD» (сокр. от фр. «Bureau Grand Ducal», «Бюро Великого герцогства») (до августа 1808 года), а позднее — штемпель с надписью «BJ de F» (сокр. от фр. Bureau Imperial de France», «Имперское бюро Франции»).
Во французский период указом от 13 декабря 1810 года Наполеон объединил три ганзейских города и северо-западную Германию с Францией в департамент под названием Устье Эльбы. Это было время Континентальной блокады Великобритании.
Контроль над почтой снова перешёл к купцам рынка Сконе после освобождения Любека в 1815 году. Однако почтовая администрация теперь работала на городскую казну. Купцы Сконе получали ежегодную плату в размере 2 тысячи любекских марок (Lübeck Courantmarks).
В 1848 году в Любеке помимо городской почты работали почтовая служба Турн-и-Таксис, почтовые станции гонцов и посыльных Мекленбурга, Ганновера (до 1845 года) и Дании, а также почтовое отделение Пруссии.
При назначении кандидата на должность руководителя почтового департамента выбор пал на почтмейстера великого герцогства Мекленбург-Стрелиц Карла Германа Лебрехта Лингнау (Carl Hermann Lebrecht Lingnau), который был назначен почт-директором 1 апреля 1851 года. Почтовые служащие низшего звена назывались нем. «Litzenbrüder».
На почтовом конгрессе в Берлине (1851) на 1 января 1852 года между Любеком и почтой Турн-и-Таксис был подписан договор, в котором точно были определены соответствующие обязанности. Аналогичным образом был урегулированы взаимоотношения с датской почтой. Был разрешено строительство железной дороги Любек-Бюхенер, а взамен было разрешено открыть почтамт Королевства Дании в Любеке.
При передаче управления почтой в Северогерманский союз 1 января 1868 года городской почтамт стал главным почтамтом Северогерманского почтового округа, а Карл Лингнау стал главным почт-директором. Датская почта, а также почта Турн-и-Таксис закрыли свои почтовые отделения. В Любеке функционировали два постоянных почтовых отделения и семь пунктов сбора писем на 50 339 жителей. Валютой был любекский курант = 16 шиллингов, где 1 шиллинг был эквивалентен 2 шехслингам.

## Выпуски марок
Почтовые марки вольного города-республики Любека были в почтовом обращении в 1859—1867 годах. Всего эмитировано 14 почтовых марок.

### Первые почтовые марки
Почтовые марки Любека вышли 1 января 1859 года. На них изображен герб города: двуглавый орел с распростёртыми крыльями. На ленте, которая окружает орла, имеется надпись нем. «Postmarke» («Почтовая марка») и указан номинал марки, обозначенный буквами. В верхней части находится слово нем. «Lübeck» («Любек»), а в каждом из четырех углов находится цифра, обозначающая номинал марки.

### Последующие выпуски
На марках 1863 года изображён такой же орёл в овале и рельефе с надписью «Lübeck» («Любек») в верхней части, с указанием номинала по бокам и со словом «Schilling» («шиллинг») в нижней части.
Выпуск почтовых марок Любека продолжался до 1865 года.
В 1867 году Любек вошёл в Северогерманский союз и 31 декабря 1867 года на смену маркам Любека пришли почтовые марки Северогерманского почтового округа.
С 1872 года в обращении в Любеке находились почтовые марки Германии.

## Цельные вещи
В Любеке также издавались цельные вещи. Дизайн и номинал знаков почтовой оплаты цельных вещей были такими же, что и почтовых марок. Вырезки таких знаков почтовой оплаты из цельных вещей также разрешалось использовать для оплаты пересылки почтовых отправлений.

## Датская почта в Любеке
На территории Любека в 1852—1868 годах функционировало датское почтовое отделение. С 1855 года там использовались почтовые марки Дании, гашение которых производилось почтовым штемпелем из трёх концентрических окружностей с текстом «№ 3» или календарным штемпелем с названием города.